# Пешхой (тайп)
Пешхой (в русских документах также известны как: Пешхойцы, Пшехо, Шопоти) — горный чеченский тайп. Традиционно не входит ни в один из тукхумов.

## Расселение
Исторические земли тайпа Пешхой граничили на западе с Нашхой, на востоке с Варанда, Вашандара и Мулкъа, на юге с Терла, на севере занимало всю Гехинскую равнину (Гих-чоь)
Большинство представителей тайпа Пешхой проживают в городе Урус-Мартан. Также представители Пешхой проживают: с. Валерик, с. Ачхой-Мартан, с. Бердыкель, с. Гехи, с. Гойты и др. населённых пунктах Чеченской Республики.

## История
Тайп упоминается в русских источниках XVI—XVIII вв. Первое упоминание относится к 1601 году, когда «Пешинский кабак» был рекомендован в качестве одного из ориентиров маршрута российских послов в Грузию.
Родовой аул Пешха/Пешхой состоял главным образом из массивных жилых башен. Пешхой обладали не только стадами, но и пашнями, покосами и водяными горскими мельницами, обеспечивавшими ведение безбедного хозяйства в замкнутом ареале. Судя по отрывочным данным, ислам в Пешхой проник не позже XVIII в. Также считается, что на месте нынешнего Урус-Мартана первыми поселенцами были Пешхоевцы, и от Мартанки и всю Гехинскую равнину считается Пешхоевской долиной. Пешхой также очень много остались и на территории Грузии.
Генерал-лейтенант, директор Военно-топографического депо, управляющий Военно-топографической частью ГУ Главного штаба — Начальник Корпуса военных топографов Иван Бларамберг, описал пешхойцев так:
Пшехойцы занимают истоки Большого Мартана (Урус- Мартан) и долины, покрытые лесом у подножья хребта Пшехой-Лама. Их главное поселение Пшехой на Большом Мартане.Иван Бларамберг
Краткий обзор горских народов на Кавказе", г. Берже. "Кавкавкавский Календарь на 1858 год:
Пшехой (Шопоти) живут близь истоков р. Мартона, к востоку от Акинцев, в том числе 4000 душ

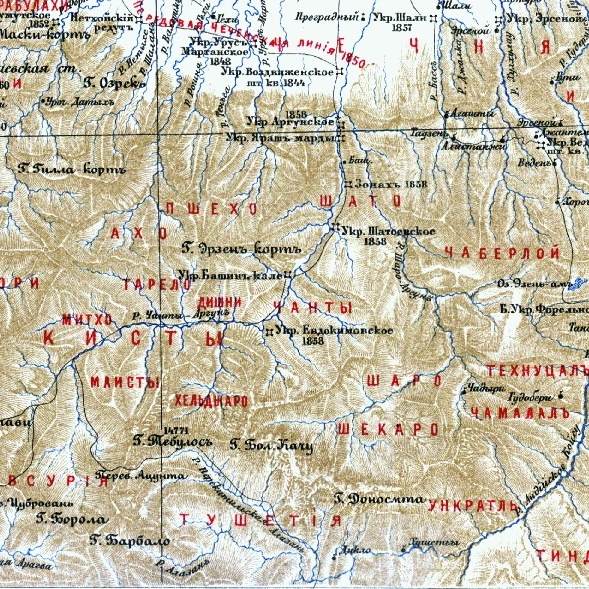
Пешхой на карте 1899 года
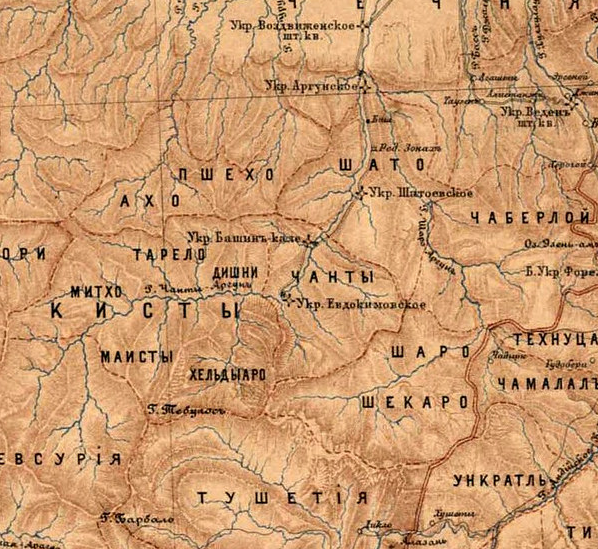
Пешхой на карте 1897 года
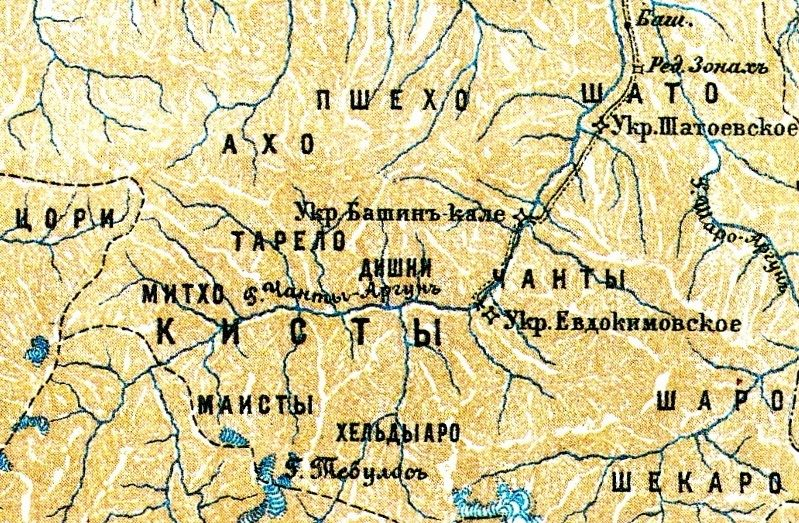
Пешхой на карте